# Cerro de Pasco
Cerro de Pasco este un oraș din Peru.

## Climă
| Date climatice pentru Cerro de Pasco | Date climatice pentru Cerro de Pasco | Date climatice pentru Cerro de Pasco | Date climatice pentru Cerro de Pasco | Date climatice pentru Cerro de Pasco | Date climatice pentru Cerro de Pasco | Date climatice pentru Cerro de Pasco | Date climatice pentru Cerro de Pasco | Date climatice pentru Cerro de Pasco | Date climatice pentru Cerro de Pasco | Date climatice pentru Cerro de Pasco | Date climatice pentru Cerro de Pasco | Date climatice pentru Cerro de Pasco | Date climatice pentru Cerro de Pasco |
| Luna                                 | Ian                                  | Feb                                  | Mar                                  | Apr                                  | Mai                                  | Iun                                  | Iul                                  | Aug                                  | Sep                                  | Oct                                  | Nov                                  | Dec                                  | Anual                                |
| ------------------------------------ | ------------------------------------ | ------------------------------------ | ------------------------------------ | ------------------------------------ | ------------------------------------ | ------------------------------------ | ------------------------------------ | ------------------------------------ | ------------------------------------ | ------------------------------------ | ------------------------------------ | ------------------------------------ | ------------------------------------ |
| Maxima medie °C (°F)                 | 11.9 (53,4)                          | 10.9 (51,6)                          | 11.4 (52,5)                          | 12.9 (55,2)                          | 12.2 (54)                            | 12.7 (54,9)                          | 12.5 (54,5)                          | 12.9 (55,2)                          | 12.0 (53,6)                          | 12.4 (54,3)                          | 12.5 (54,5)                          | 13.0 (55,4)                          | 12,28 (54,1)                         |
| Minima medie °C (°F)                 | 0.6 (33,1)                           | 0.9 (33,6)                           | 0.7 (33,3)                           | −0.4 (31,3)                          | −2 (28,4)                            | −4 (24,8)                            | −3.9 (25)                            | −3.1 (26,4)                          | −1.6 (29,1)                          | −0.8 (30,6)                          | −0.7 (30,7)                          | −0.1 (31,8)                          | −1,2 (29,84)                         |
| Precipitații mm (inches)             | 137 (5.39)                           | 151 (5.94)                           | 153 (6.02)                           | 80 (3.15)                            | 43 (1.69)                            | 14 (0.55)                            | 16 (0.63)                            | 26 (1.02)                            | 52 (2.05)                            | 98 (3.86)                            | 103 (4.06)                           | 126 (4.96)                           | 999 (39,33)                          |
| Sursă: Climate-data.org              |                                      |                                      |                                      |                                      |                                      |                                      |                                      |                                      |                                      |                                      |                                      |                                      |                                      |